# NGC 7570
NGC 7570 est une galaxie spirale barrée située dans la constellation de Pégase. Sa vitesse par rapport au fond diffus cosmologique est de 4 330 ± 26 km/s, ce qui correspond à une distance de Hubble de 63,9 ± 4,5 Mpc (∼208 millions d'al). NGC 7570 a été découverte par l'astronome germano-britannique William Herschel en 1784
La classe de luminosité de NGC 7570 est I et elle présente une large raie HI. Comme l'indique la classification de la base de données HyperLeda, l'image obtenue des données du relevé SDSS montre la présence proéminente d'un anneau entourant la galaxie.
À ce jour, six mesures non basées sur le décalage vers le rouge (redshift) donnent une distance de 33,267 ± 15,951 Mpc (∼109 millions d'al), ce qui est à loin l'extérieur des valeurs de la distance de Hubble. Notons que c'est avec la valeur moyenne des mesures indépendantes, lorsqu'elles existent, que la base de données NASA/IPAC calcule le diamètre d'une galaxie et qu'en conséquence le diamètre de NGC 7570 pourrait être d'environ 32,8 kpc (∼107 000 al) si on utilisait la distance de Hubble pour le calculer.

## Deux  anneaux
Grâce aux observations du télescope spatial Hubble, on a détecté autour du noyau de NGC 7570 un disque de poussière et de formation  d'étoiles. La taille de son demi-grand axe est estimée à environ 1 220 pc (∼3 980 al) et la longueur de sa barre centrale est de environ 11,2 kpc (∼36 500 al).
On remarque aussi, comme l'indique la classification de la base de données HyperLeda, l'image obtenue des données du relevé SDSS montre la présence proéminente d'un anneau externe entourant la galaxie.

## Groupe de NGC 7515
NGC 7570 est un membre du groupe de NGC 7515. Selon Levy et ses collègues, il s'agit d'un groupe d'avant plan de l'amas de Pégasus I en compagnie de 16 autres galaxies. Ces galaxies sont NGC 7469, NGC 7495, NGC 7515, NGC 7529, NGC 7535, NGC 7536, NGC 7570, NGC 7580, NGC 7591, IC  5283, IC  5292, UGC 12370, UGC 12423, UGC 12426, UGC 12547 et UGC 12555.
Certaines des galaxies mentionnées par Levy et ses collègues sont aussi mentionnées par A.M. Garcia dans un article publié en 1993, soit NGC 7515, NGC 7535, NGC 7536, NGC 7570 et NGC 7580. À ces cinq galaxies, Garcia ajoute les galaxies NGC 7563, UGC 12388, UGC 12403 et MCG 2-59-2. Elles sont dans la même région du ciel et à des distances semblables que les 16 galaxies retenues par Levy. Si l'on ajoute ces quatre dernières galaxies au groupe de NGC 7515, on obtient un total de 20 membres.